# Langelandsbron
Langelandsbron är en 774 meter lång bro mellan Langeland och Siø i Danmark. Den leder en tvåfilig väg (primærrute 9), en cykelbana och trottoar över farvattnet Rudkøbing Løb.
Bron designades av Anker Engelund och öppnade den 10 november 1962.